# Microsoft Math Solver
Microsoft Math Solver (anteriormente Microsoft Mathematics y Microsoft Math) es un software educativo, diseñado para Microsoft Windows, que permite a los usuarios resolver problemas matemáticos y científicos. Desarrollado y operado por Microsoft, está concebido principalmente como una herramienta educativa para los estudiantes.
Un complemento gratuito acerca de Microsoft Word y Microsoft OneNote, llamado Add Microsoft Word y OneNote Matemáticas, fue puesto a disposición por parte de Microsoft. Ofrece una funcionalidad similar a la del programa (requiere Word 2007 o superior para la instalación). 
Microsoft Math ha recibido el Premio 2008 de Excelencia de la Tecnología y la Revista Learning.

## Características
Microsoft Math contiene características que están diseñadas para ayudar a los estudiantes en las áreas de matemáticas, ciencia y tecnología, así como para educar al usuario. La aplicación cuenta con herramientas tales como una calculadora gráfica y un conversor de unidades. También incluye un solucionador de triángulos, una biblioteca de fórmulas y ecuaciones, y solucionador de ecuación, que ilustra el proceso paso a paso para resolver los problemas, lo cual es útil para los estudiantes de menor o mayor edad para guiarlos en lo que son las matemáticas. 
La versión independiente de Microsoft Math 3.0 también tiene soporte para informática y reconocimiento de escritura, que permite al usuario escribir a mano los problemas y ser reconocidos por Microsoft Math.
Este gráfico también es adecuado para los cálculos con más variables. Por ejemplo, el modo gráfico paramétrico permite a los estudiantes para dibujar el gráfico en funciones vectoriales en 3D.

## Versiones
- Microsoft Math 1.0 - Solo disponible en Microsoft Student de 2006
- Microsoft Math 2.0 - Solo disponible en Microsoft Student 2007
- Microsoft Math 3.0 - versión completa está disponible como un producto o adquirir por separado o como una versión más pequeña called Calculator Encarta disponible como parte de Microsoft Student de 2008. Todas las funciones de la versión remota solo incluye el apoyo de la informática, funciones digitales de reconocimiento de escritura y un modo de visualización especial para el proyectores. La versión a distancia es también la primera versión de Microsoft Math requiere la activación del producto.
- Microsoft Matemáticas 4.0 -. Esta versión fue lanzada en las ediciones de 32 bits y 64 bits para una descarga gratuita en enero de 2011.[1] Tiene la interfaz Ribbon de Office.

## Requisitos del sistema
Los requisitos del sistema de Matemáticas de Microsoft son:
|                   | Requisitos mínimos                     | Requisitos del sistema recomendados   |
| ----------------- | -------------------------------------- | ------------------------------------- |
| Procesador        | Pentium 500 MHz o equivalente          | Pentium 1 GHz o equivalente           |
| Sistema operativo | Microsoft Windows XP SP3 o posterior   | Microsoft Windows XP SP3 o posterior  |
| RAM               | 256 MB                                 | 512 MB                                |
| Disco duro        | 65 MB de espacio libre                 | 65 MB de espacio libre                |
| Tarjeta de vídeo  | 64 MB de RAM de vídeo                  | 64 MB de RAM de vídeo                 |
| Tarjeta gráfica   | VGA o superior, 800 x 600, 256 colores | VGA o superior, 1024 x 768, de 32-bit |
| Otros requisitos  | .NET Framework 3.5 SP1 o posterior     | .NET Framework 3.5 SP1 o posterior    |